# Pittsburgh
Pour l’article ayant un titre homophone, voir Pittsburg.
Pour le film de Lewis Seiler, voir La Fièvre de l'or noir.
Pittsburgh (prononcé en français [pits.bœʁɡ], en anglais [ˈpɪts.bɝɡ]), ou plus rarement en français Pittsbourg ([pits.buʁ]) est une ville américaine, deuxième plus grande ville du Commonwealth de Pennsylvanie.
Siège du comté d’Allegheny, elle fut longtemps un haut lieu de la sidérurgie. Lors du recensement de 2020, elle comptait 302 971 habitants ; l’agglomération compte, elle, 2 370 930 habitants, se situant à la 27e place aux États-Unis.
La ville se situe sur le plateau des Allegheny, à la confluence des rivières Allegheny et Monongahela, qui se rejoignent pour former l'Ohio. Le centre-ville est établi sur la pointe formée par ces trois rivières. En raison de cette situation géographique, la ville est connue pour ses nombreux ponts (plus de 400) et ses deux funiculaires. Le site, exploré pour la première fois par Cavelier de La Salle, est colonisé par les Européens au XVIIIe siècle. Pittsburgh connaît une forte croissance industrielle durant le XIXe siècle et devient à partir de 1875 une des capitales mondiales de l'acier sous l'impulsion d'Andrew Carnegie. Après la crise industrielle des années 1980, les activités sont réorientées vers la santé, la recherche, la technologie, l'éducation et la finance.
Pittsburgh est généralement classée comme la première ville américaine pour la qualité de vie, grâce à sa sécurité, ses universités, sa culture, son économie et sa taille modeste,.

## Géographie

### Site
La ville a une superficie de 151 km2, dont 7,2 km2 de rivières. Elle se trouve dans l'ouest de la Pennsylvanie, sur le plateau des Alleghany. Elle occupe un site de confluence : l'Allegheny rejoint la Monongahela pour former l'Ohio. Le centre-ville, surnommé « Triangle d'or » (Golden Triangle), est compris entre ces trois cours d'eau. Les rives sont reliées par plusieurs ponts. La ville s'étend au nord-est sur les secteurs d'Oakland, Shadyside et Squirrel Hill où se trouvent l'université de Pittsburgh, l'université Carnegie-Mellon et le Carnegie Museum and Library.
Pittsburgh se situe au carrefour de plusieurs vallées, et les zones résidentielles s’étendent sur des pentes qui sont souvent inaccessibles en voiture pendant l’hiver. Pittsburgh a ainsi la réputation d’être la ville la plus escarpée des États-Unis après San Francisco. Elle possède également des « inclines », sortes de tramways tractés par des câbles, à l’image des « cable cars » de son homologue californienne. L’accès routier à la ville a nécessité le creusement de plusieurs tunnels.

### Climat

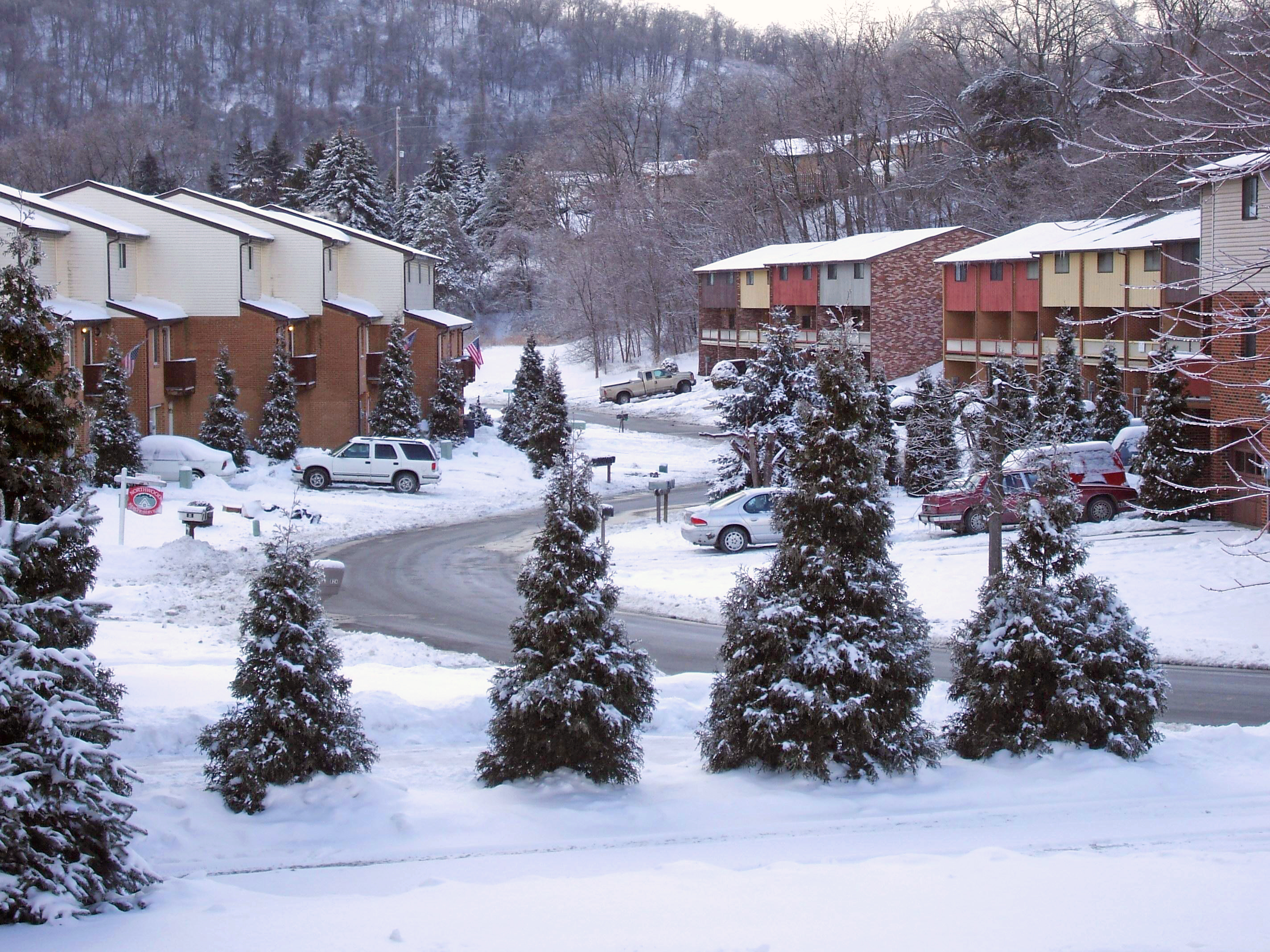
Shaler Township, quartier de Pittsburgh au cours de la tempête de neige de l'hiver 2007.

Le climat de Pittsburgh possède des caractéristiques du climat continental humide. Les étés sont chauds et humides, et les hivers peuvent être rigoureux, avec d'abondantes chutes de neige.
Pittsburgh est une des dix villes les plus nuageuses des États-Unis, avec une moyenne de près de 200 jours nuageux par an. Selon la classification de Köppen, Pittsburgh se situe dans la catégorie Dfa, celle du climat continental humide.

#### Températures
À Pittsburgh, le mois le plus chaud est le même que dans la majeure partie de l'hémisphère nord, à savoir juillet. Le maximum moyen enregistré est de 29 °C (85 °F), avec des températures de nuit qui peuvent descendre en moyenne jusqu'à 16 °C (62 °F). Le mois de juillet à Pittsburgh est souvent humide, ce qui engendre souvent un fort indice humidex.
Le mois le plus froid de la ville est le mois de janvier avec des extrémums de l'ordre de 3 °C en journée et −7 °C au cours de la nuit. L'influence de l'océan Atlantique est mise en évidence par la comparaison avec la moyenne de la ville de Chicago, à moins de 180 km au nord et 640 km à l'ouest. Pour la ville de Chicago, la moyenne est alors 3 °C plus basse en janvier.
La température la plus élevée fut enregistrée le 16 juillet 1988, avec 39 °C, contre −30 °C le 19 janvier 1994.

#### Précipitations
Les précipitations les plus importantes sont enregistrées au mois de juillet, en raison de fréquents orages et de dépressions situées sur la côte est des États-Unis. Ainsi, en moyenne un peu moins qu'une centaine de millimètres d'eau tombe en juillet sur la ville de Pittsburgh[réf. nécessaire].
À l'opposé, le mois le plus sec est le mois de février, période où la majorité des précipitations se fait sous forme de neige fondue. Malgré tout, la soixantaine de millimètres de précipitations enregistrée est une moyenne assez haute par rapport à d'autres villes situées plus à l'intérieur des terres.
| Mois                                | jan. | fév. | mars | avril | mai  | juin | jui. | août | sep. | oct. | nov. | déc. | année |
| ----------------------------------- | ---- | ---- | ---- | ----- | ---- | ---- | ---- | ---- | ---- | ---- | ---- | ---- | ----- |
| Température minimale moyenne (°C)   | −7,5 | −6,5 | −1,2 | 3,8   | 9,1  | 13,8 | 16,4 | 15,7 | 11,9 | 5,7  | 1,2  | −4,2 | 4,8   |
| Température moyenne (°C)            | −3,3 | −1,8 | 4,1  | 9,8   | 15,3 | 19,9 | 22,3 | 21,4 | 17,7 | 11,3 | 5,7  | −0,3 | 10,2  |
| Température maximale moyenne (°C)   | 0,9  | 2,7  | 9,4  | 15,7  | 21,4 | 26,1 | 28,1 | 27,1 | 23,5 | 16,9 | 10,2 | 3,7  | 15,5  |
| Précipitations (mm)                 | 64,5 | 60,7 | 86,6 | 80    | 91,2 | 94,2 | 95,3 | 81,5 | 75,4 | 59,9 | 72,4 | 74,2 | 935,9 |
| Nombre de jours avec précipitations | 10,4 | 9,5  | 11,8 | 10,8  | 10,3 | 9,6  | 8,5  | 7,8  | 7,8  | 7,9  | 10,1 | 11,3 |       |

### Subdivisions

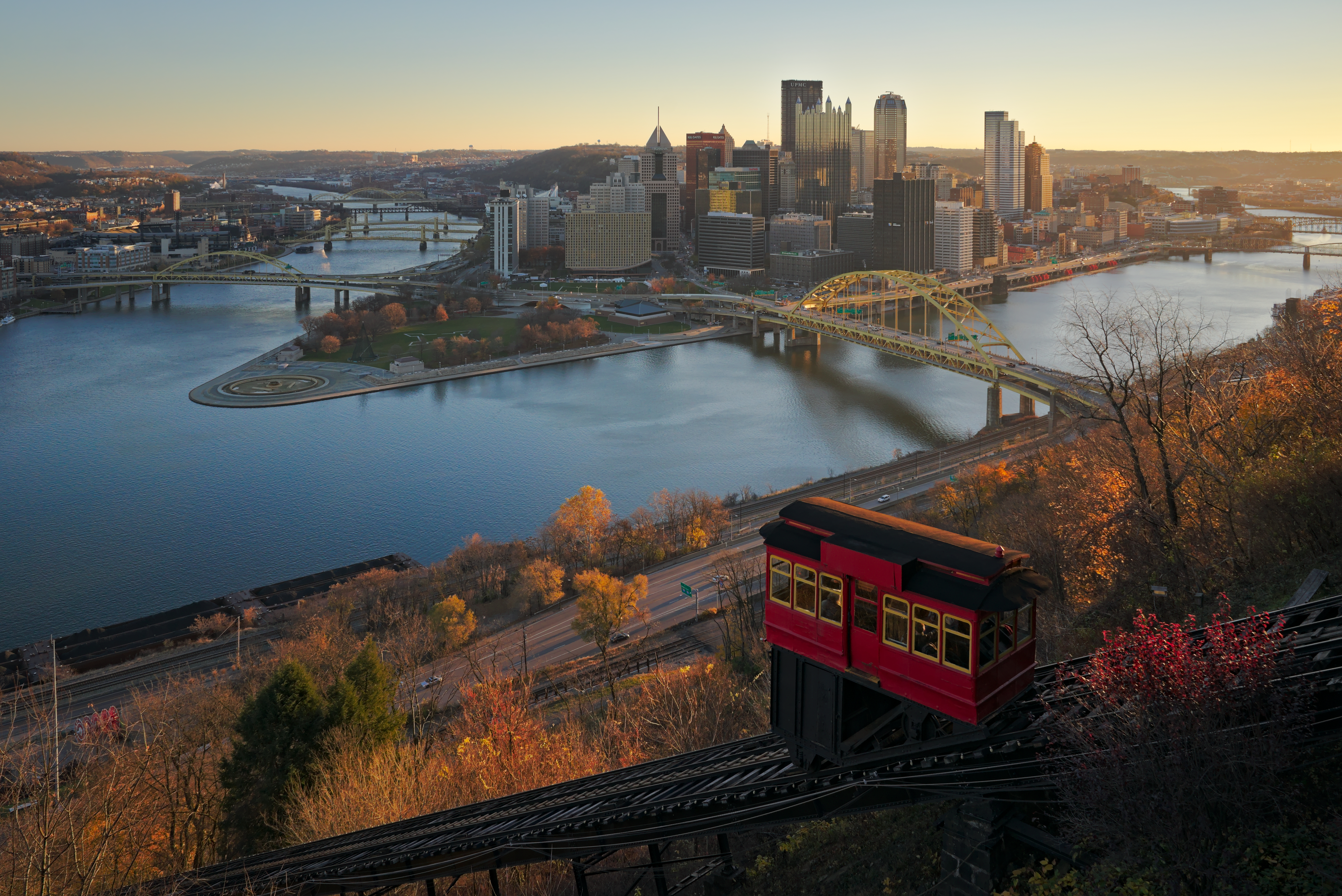
Vue depuis le funiculaire Duquesne.

La ville de Pittsburgh se compose de quatre-vingt-dix quartiers (neighborhoods) répartis en neuf districts électoraux (qui ne suivent pas précisément les frontières des quartiers). Le centre-ville (Downtown Pittsburgh), surnommé the Golden Triangle, abrite divers gratte-ciels et rues culturelles (théâtres, spectacles…). Autour du centre, la ville se découpe approximativement en quatre zones géographiques correspondant aux points cardinaux, très résidentielles. La zone est reste la plus culturelle avec son vaste campus et ses zones de commerces et de loisir, le sud est plus populaire ou commercial et le nord correspond à l'ancienne ville d'Allegheny, comprenant diverses infrastructures sportives et culturelles.

## Municipalités voisines
| Bellevue McKees Rocks Stowe Township                            | Ross Township Reserve Township Millvale Shaler Township                           | Sharpsburg O'Hara Township Aspinwall Fox Chapel Penn Hills Etna |
| Rosslyn Farms Crafton Ingram Robinson Township Kennedy Township | Pittsburgh                                                                        | Wilkinsburg Swissvale                                           |
| Green Tree Scott                                                | Baldwin Brentwood Whitehall Castle Shannon Mount Lebanon Dormont Baldwin Township | Munhall Homestead West Homestead West Mifflin                   |
| Enclave : Mount Oliver                                          |                                                                                   |                                                                 |

## Histoire

### XVIIIesiècle
Les premières installations de colons européens étaient des fortifications françaises et des établissements de commerce. Pendant la guerre de Sept Ans (1754-1763), les Britanniques ont pris le Fort Duquesne, qui était situé au confluent des rivières Monongahela et Allegheny, un endroit de Pittsburgh connu sous le nom de The Point. Les Britanniques y construisirent un fort plus important et l’appelèrent Fort Pitt en l’honneur de l’homme d’État britannique William Pitt.

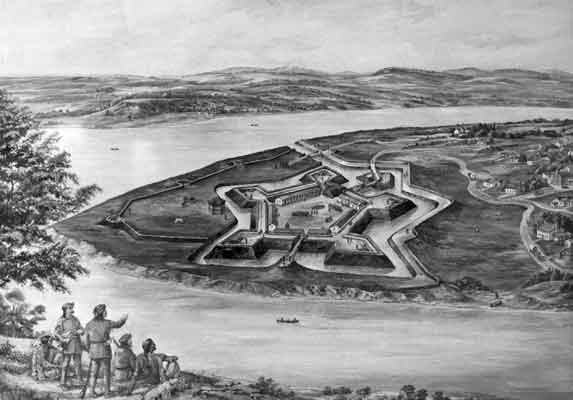
Fort Pitt.
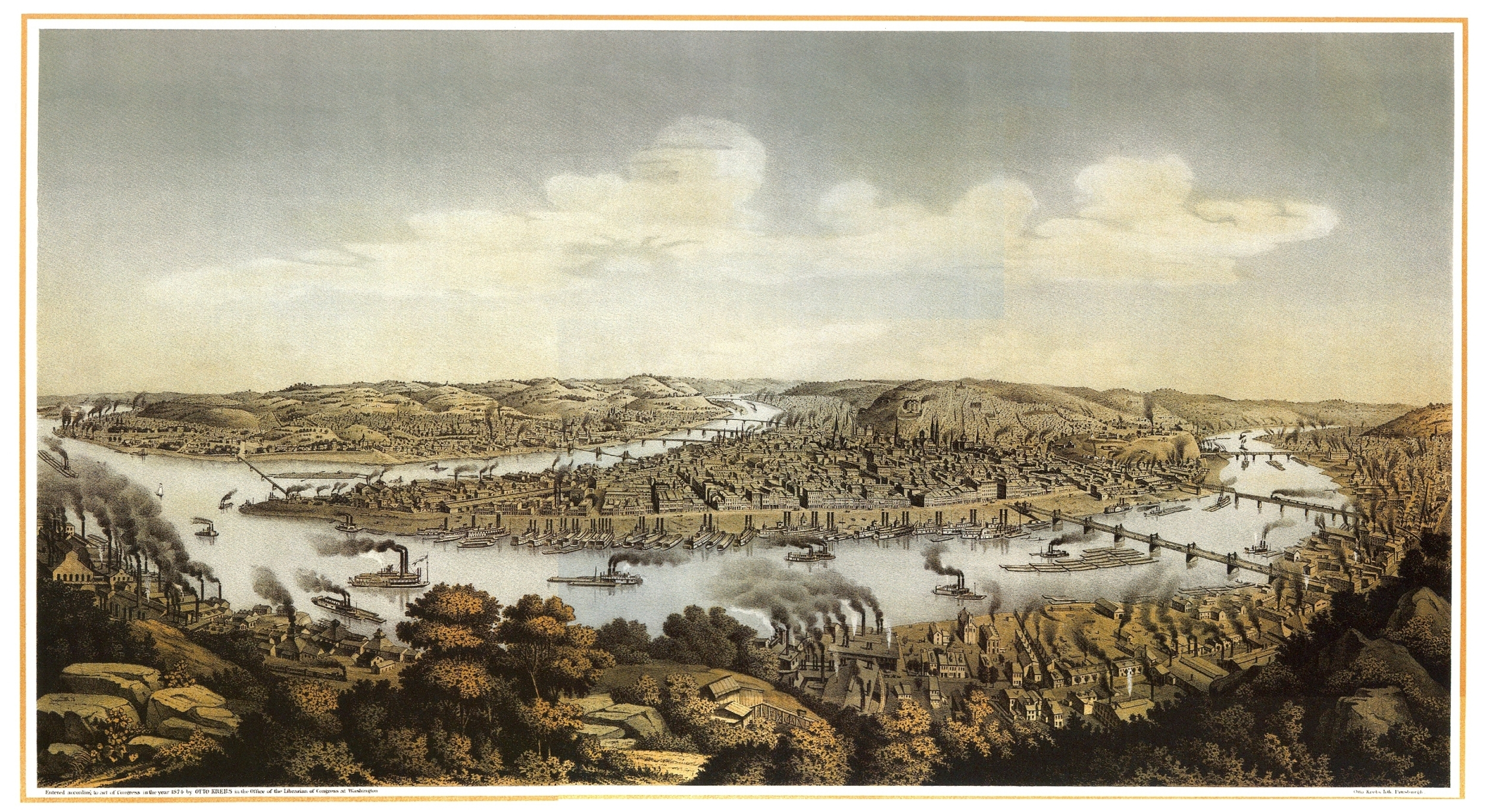
Pittsburgh en 1874.

### XIXesiècle
Au début du XIXe siècle, Pittsburgh connut un important essor industriel, grâce à la proximité de mines de charbon et à son emplacement privilégié comme carrefour commercial. La production d’acier y fut florissante pendant de nombreuses années et lui apporta le surnom de Ville de l’acier. Les deux rivières Monongahela et Allegheny convergent pour former l’Ohio, qui rejoint le fleuve Mississippi pour se jeter finalement dans le golfe du Mexique. Cet avantage géographique fit également de Pittsburgh un carrefour important lors de la construction du chemin de fer. Des millions d’Européens affluèrent et s’installèrent à proximité, jusqu’au début du XXe siècle, à la recherche d’un emploi dans les mines, les aciéries, les chemins de fer et de nombreuses autres industries.
Le 21 juillet 1877, un jour après l’émeute sanglante de Baltimore où neuf travailleurs des chemins de fer avaient été tués par la milice du Maryland, les ouvriers de Pittsburgh entamèrent une grève de soutien. Les autorités font intervenir 600 soldats des troupes fédérales qui ouvrirent le feu sur les piquets de grève, tuant 20 travailleurs et en blessant des centaines d'autres. Des milliers de travailleurs agricoles rejoignent les grévistes et après des combats urbains expulsent les troupes de la ville.

### XXesiècle-XXIesiècle

L'Omni William Penn Hotel, ouvert en 1916.

En 1960, Pittsburgh devint la première ville au monde à être alimentée en électricité produite par l’énergie nucléaire (le réacteur nucléaire de Shippingport).
Avec la récession des années 1970 et la concurrence des pays à main-d’œuvre bon marché, la plupart des aciéries durent fermer. Par effet de contagion, toute l’activité économique régionale fut touchée, et bien d’autres mines et usines fermèrent également leurs portes. La municipalité exigea des efforts de la part des usines pour réduire la pollution atmosphérique et de revitalisation du centre-ville. Cette période a été marquée par un tournant majeur pour Pittsburgh, qui abandonna son image de ville sale et enfumée pour se reconvertir massivement dans la haute technologie et les services. C’est d’ailleurs à cette époque que fut construit le gratte-ciel US Steel Tower, connu pour avoir seulement trois façades, et l’ensemble futuriste PPG Plaza.
Néanmoins, Pittsburgh a beaucoup perdu de sa population intra muros, passant de plus de 676 000 habitants en 1950 à 334 000 en 2000.
En septembre 2009, la ville a accueilli le sommet du G20.

## Économie

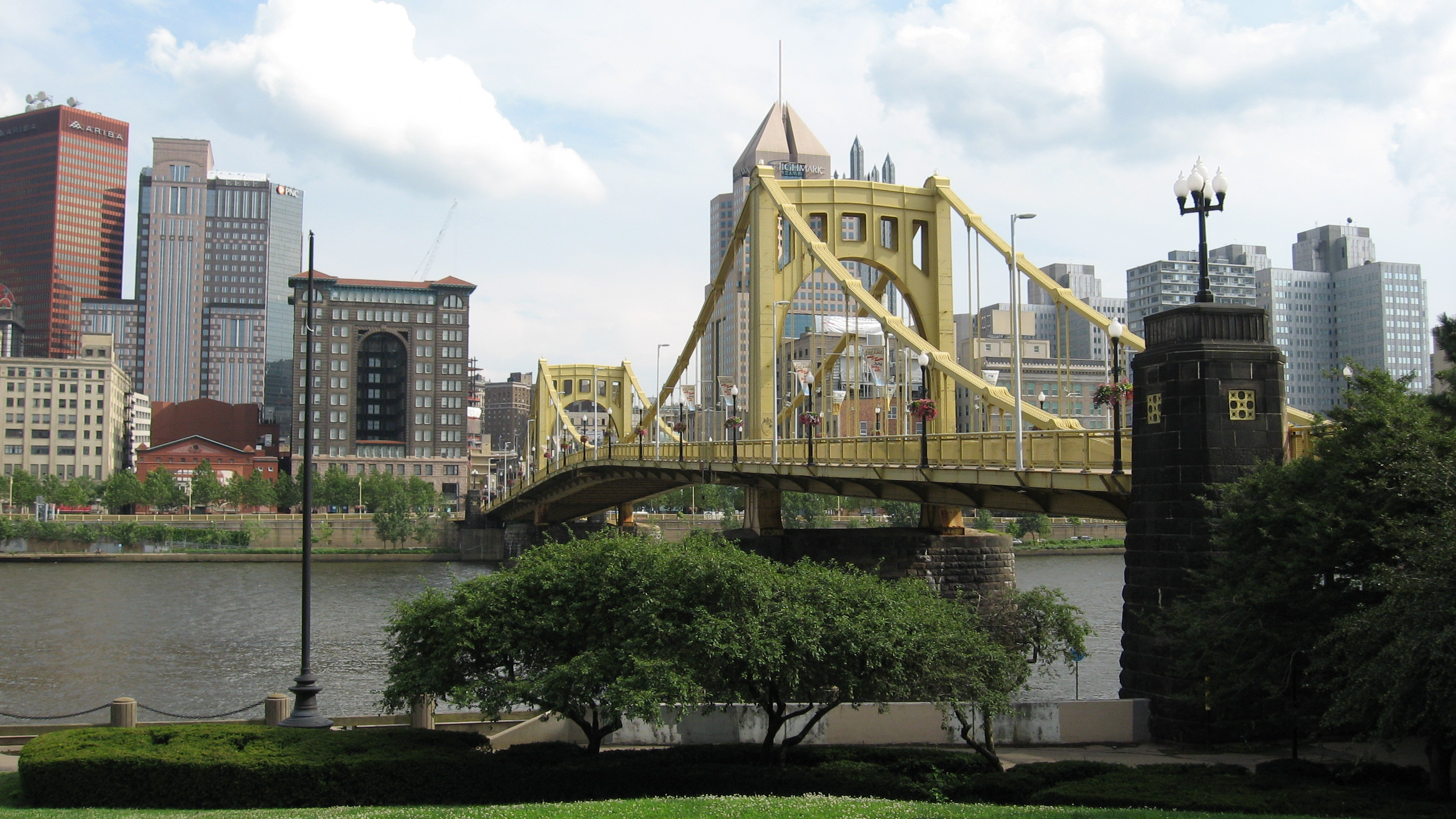
Le pont Roberto Clemente.

La crise économique a touché Pittsburgh au début des années 1980 : elle s'est traduite par une forte augmentation du taux de chômage qui est passé de 6 % en 1979 à 15 % en 1983. Les industries lourdes ont fermé et la désindustrialisation a poussé un grand nombre d'habitants à quitter la ville, faisant partie de la Rust Belt.
Face à cette situation de déclin économique, démographique et social, la municipalité et l’Allegheny Conference, un organisme de développement économique privé à but non lucratif, ont engagé des projets et des réformes. Ainsi, le programme Renaissance II a permis la reconversion de Pittsburgh : des bureaux et de nouveaux moyens de transport ont revitalisé le centre-ville, l'université s'est développée et des milliers d'emplois de service ont été créés dans les domaines de la recherche, de l'éducation, de la santé et des industries de pointe. Une politique d'attraction des investisseurs a entraîné l'implantation de l'entreprise japonaise Sony. Le défi de la reconversion est tenu ; l'ancienne Steel City, centre de l'industrie sidérurgique des États-Unis particulièrement polluée, s'est tournée vers des activités à haute valeur ajoutée et priorise les énergies renouvelables sous l'impulsion de son maire démocrate Bill Peduto, qui s'engage, à l'encontre de Donald Trump, à respecter l'accord de la COP21. Peduto répond à Trump qui justifie son retrait de l'accord de Paris en déclarant « J'ai été élu pour représenter les habitants de Pittsburgh, pas de Paris » (il cite également Youngstown et Détroit). Après 50 ans de baisse la population de la ville est en train de se stabiliser.
En accueillant en 2009 le G20 à Pittsburgh, le président Obama a voulu honorer le brillant exemple de la façon dont une ville industrielle américaine anciennement en crise a réussi à se régénérer avec succès.

## Politique
| No | Identité                               | Période            | Période                                      | Durée                      | Étiquette                                  | Élection                                                                            |
| No | Identité                               | Début              | Fin                                          | Durée                      | Étiquette                                  | Élection                                                                            |
| -- | -------------------------------------- | ------------------ | -------------------------------------------- | -------------------------- | ------------------------------------------ | ----------------------------------------------------------------------------------- |
| 50 | Cornelius D. Scully (en) (1878 - 1952) | 6 octobre 1936     | 7 janvier 1946                               | 9 ans, 3 mois et 1 jour    | Parti démocrate                            | 2 novembre 1937 (en) 4 novembre 1941 (en)                                           |
| 51 | David L. Lawrence (1889 - 1966)        | 7 janvier 1946     | 15 janvier 1959 (démission)                  | 13 ans et 8 jours          | Parti démocrate                            | 6 novembre 1945 (en) 8 novembre 1949 (en) 3 novembre 1953 (en) 5 novembre 1957 (en) |
| 52 | Thomas Gallagher (en) (1883 - 1967)    | 15 janvier 1959    | 2 décembre 1959                              | 10 mois et 17 jours        | Parti démocrate                            | Non élu                                                                             |
| 53 | Joseph M. Barr (en), (1906 - 1982)     | 2 décembre 1959    | 5 janvier 1970                               | 10 ans, 1 mois et 3 jours  | Parti démocrate                            | 3 novembre 1959 (en) 7 novembre 1961 (en) 2 novembre 1965 (en)                      |
| 54 | Peter F. Flaherty (en) (1924 - 2005)   | 5 janvier 1970     | 11 avril 1977 (démission)                    | 7 ans, 3 mois et 6 jours   | Parti démocrate                            | 4 novembre 1969 (en) 6 novembre 1973 (en)                                           |
| 55 | Richard Caliguiri (en) (1931 - 1988)   | 11 avril 1977      | 6 mai 1988 (mort en cours de mandat)         | 11 ans et 25 jours         | démocrate indépendant (en) Parti démocrate | 1er novembre 1977 (en) 3 novembre 1981 (en) 5 novembre 1985 (en)                    |
| 56 | Sophie Masloff (en) (1917 - 2014)      | 6 mai 1988         | 3 janvier 1994                               | 5 ans, 7 mois et 28 jours  | Parti démocrate                            | 7 novembre 1989 (en)                                                                |
| 57 | Thomas J. Murphy (en) (né en 1944)     | 3 janvier 1994     | 3 janvier 2006                               | 12 ans                     | Parti démocrate                            | 2 novembre 1993 (en) 4 novembre 1997 (en) 6 novembre 2001 (en)                      |
| 58 | Bob O'Connor (en) (1944 - 2006)        | 1er mars 2006      | 1er septembre 2006 (mort en cours de mandat) | 6 mois                     | Parti démocrate                            | 8 novembre 2005 (en)                                                                |
| 59 | Luke Ravenstahl (né en 1980)           | 1er septembre 2006 | 6 janvier 2014                               | 7 ans, 4 mois et 5 jours   | Parti démocrate                            | 6 novembre 2007 (en)                                                                |
| 60 | Bill Peduto (né en 1964)               | 6 janvier 2014     | 3 janvier 2022                               | 7 ans, 11 mois et 28 jours | Parti démocrate                            | 5 novembre 2013 (en)                                                                |
| 61 | Ed Gainey (en) (né en 1970)            | 3 janvier 2022     | En cours                                     | 3 ans, 6 mois et 26 jours  | Parti démocrate                            | 2 novembre 2021 (en)                                                                |

## Transports
La ville possède un réseau de métro léger (tramway), qui comporte deux lignes. La ville s'est également dotée d'un système de gestion des feux de circulation fonctionnant avec une intelligence artificielle, faisant de la cité un modèle de ville intelligente.

## Démographie
Selon le recensement des États-Unis de 2000, 334 563 personnes vivaient à Pittsburgh dont 143 739 ménages et 74 169 familles avec 2 358 695 personnes dans l'aire urbaine.
| Groupe            | Pittsburgh | Pennsylvanie | États-Unis |
| ----------------- | ---------- | ------------ | ---------- |
| Blancs            | 62         | 73,5         | 72,4       |
| Latino-Américains | 3,8        | 8,1          | 16,7       |
| Afro-Américains   | 23         | 10,5         | 12,6       |
| Asiatiques        | 6,5        | 3,4          | 4,8        |
| Métis             | 4,5        | 3,3          | 2,9        |
| Autres            | 0,7        | 2,4          | 0,5        |
| Amérindiens       | 0,1        | 0,2          | 0,9        |
| Océano-Américains | 0,03       | 0,02         | 0,2        |
| Total             | 100        | 100          | 100        |

Selon l’American Community Survey, pour la période 2011-2015, 89,38 % de la population âgée de plus de 5 ans déclare parler l'anglais à la maison, 2,06 % déclare parler l'espagnol, 1,82 % une langue chinoise, 0,62 % le français, 0,53 % l'italien, 0,51 % le russe, 0,46 % l'arabe, 0,46 % l'hindi, 0,41 % le coréen et 3,76 % une autre langue.
| Indicateur                             | Pittsburgh | États-Unis |
| -------------------------------------- | ---------- | ---------- |
| Personnes de moins de 5 ans            | 5,0 %      | 6,1 %      |
| Personnes de moins de 18 ans           | 15,8 %     | 22,6 %     |
| Personnes de plus de 65 ans            | 14,0 %     | 15,6 %     |
| Femmes                                 | 51,1 %     | 50,8 %     |
| Personnes par foyer                    | 2,12       | 2,64       |
| Vétérans                               | 5,8 %      | 8,0 %      |
| Personnes nées étrangères à l'étranger | 8,5 %      | 13,2 %     |
| Personnes sans assurance maladie       | 9,0 %      | 10,2 %     |
| Personnes avec un handicap             | 9,9 %      | 8,6 %      |
| Revenus annuels                        | 29 196 $   | 29 829 $   |
| Personnes sous le seuil de pauvreté    | 22,3 %     | 12,3 %     |
| Diplômés du lycée                      | 92,0 %     | 87,0 %     |
| Diplômés de l'université               | 40,7 %     | 30,3 %     |

## Éducation

L'université de Pittsburgh.

Pittsburgh est également une importante ville universitaire. Elle possède plusieurs universités dont les plus renommées sont l'université de Pittsburgh (publique), l'université Carnegie-Mellon et l'université Duquesne (toutes deux privées).
L'université de Pittsburgh, fondée en 1787, est l'un des plus anciens établissements d'enseignement supérieur des États-Unis ; elle est réputée pour ses programmes en médecine, sciences de l'éducation et ingénierie. Elle compte quelque 27 500 étudiants. L'université Carnegie-Mellon, fondée en 1900 par Andrew Carnegie, figure également parmi les universités les plus cotées, notamment en sciences et technologie. Le campus principal de ces établissements se trouve dans le quartier d'Oakland, avec la fameuse Cathedral of Learning (cathédrale du savoir).
L'université Duquesne, fondée en 1878, est une université privée accueillant environ 10 000 étudiants. Il existe d'autres établissements d'enseignement supérieur.

## Culture
Eugene Curran Kelly, plus connu sous son nom d'artiste Gene Kelly, né le 23 août 1912, habita dans le quartier populaire d'East Liberty avec ses frères et sœurs. Ses parents louèrent une maison dans Mellon Street.
Wiz Khalifa est originaire de la ville de Pittsburgh. Le 12 décembre la ville célèbre le "Wiz Khalifa Day" en l'honneur du rappeur.
Mac Miller est également originaire de Pittsburgh.
Le célèbre artiste spécialiste du pop art, Andy Warhol, est né à Pittsburgh. 

### Cinéma
- La Fièvre de l'or noir (Pittsburgh) de Lewis Seiler,1942.
- La Vallée du jugement d'après une partie du roman de Marcie Davenport, film de Tay Garnett de 1945 avec Gregory Peck, Greer Garson, Gladys Cooper. Histoire d'amour contrariée par la différence de classe sociale et par la grève dans une aciérie de Pittsburgh.
- Flashdance, Wonder Boys, La Nuit des morts-vivants, Trop belle ! se déroulent à Pittsburgh, tandis que Voyage au bout de l'enfer se déroule dans les environs de Pittsburgh.
- Kenny de Claude Gagnon (1988) : Kenny, 13 ans, vit dans un quartier ouvrier de Pittsburgh entouré de sa famille. Il n'est pas tout à fait un enfant comme les autres...
- Piège en eaux troubles en 1993 avec Bruce Willis.
- Diabolique en 1995, de Jeremiah Chechick avec Sharon Stone et Isabelle Adjani se déroule à Pittsburgh et dans ses environs.
- Mort subite (Sudden Death) en 1995. Il a pour vedette Jean-Claude Van Damme.
- Un jour sans fin, de Harold Ramis, 1994.
- Zack et Miri font un porno, de Kevin Smith, 2008. Plus précisément dans la banlieue de Monroeville.
- Les mystères de Pittsburgh, de Rawson Marshall Thurber, 2008
- Les Trois Prochains Jours, de Paul Haggis, 2010.
- Identité secrète, de John Singleton, 2011.
- The Dark Knight Rises, de Christopher Nolan sorti en 2012 est tourné en partie à Pittsburgh, la ville représentant Gotham City.
- Jack Reacher, de Christopher Mc Quarrie sorti en 2012.
- Seul Contre Tous (Concussion), de Peter Landesman sorti en 2015.

### Séries télévisées
Les séries Sirènes (ABC, 1993-1995), Angela, 15 ans (ABC, 1994-1995), Queer as Folk (Showtime, 2000-2005), Le Protecteur (CBS, 2001-2004), Kill Point : Dans la ligne de mire (Spike TV, 2007), This Is Us (NBC, depuis 2016) se déroulent en partie ou en totalité à Pittsburgh.
L'épisode 15 de la saison 3 de Esprits criminels se déroule également à Pittsburgh.
Anna, un personnage récurrent de la série américaine Newport Beach, retourne vivre à Pittsburgh en milieu de saison 1.
Dans l'épisode 12 de seconde saison de la série Weeds, Shane propose la ville de Pittsburgh s'ils sont obligés de déménager.
Dans The Lost Room, le héros, Joe Miller (Peter Krause), est inspecteur de police à Pittsburgh.

### Jeu vidéo
- The Last of Us utilise Pittsburgh comme ville principale du chapitre 6.
- Une version post-apocalyptique de Pittsburgh est le lieu principal de l'extension de Fallout 3 nommée The Pitt.
- La même version de Fallout 3 de Pittsburgh apparaît dans Fallout 76

### Dialecte local
Les habitants de la ville parlent un dialecte appelé le « Pittsburgh English » ou le « Pittsburghese ». Ce dialecte est dérivé de l'anglais américain avec des influences irlandaises, germaniques ou encore d'Europe centrale et Europe de l'Est. Sur certains points, il se rapproche de ceux utilisés dans les régions voisines (Érié ou Baltimore par exemple) mais il se distingue tout de même par son côté haché, typique des régions de l'est de l'Europe. Le lexique emploie même certains mots directement issus du vocabulaire des langues slaves, comme pierogi ou halušky.

### La vie à Pittsburgh

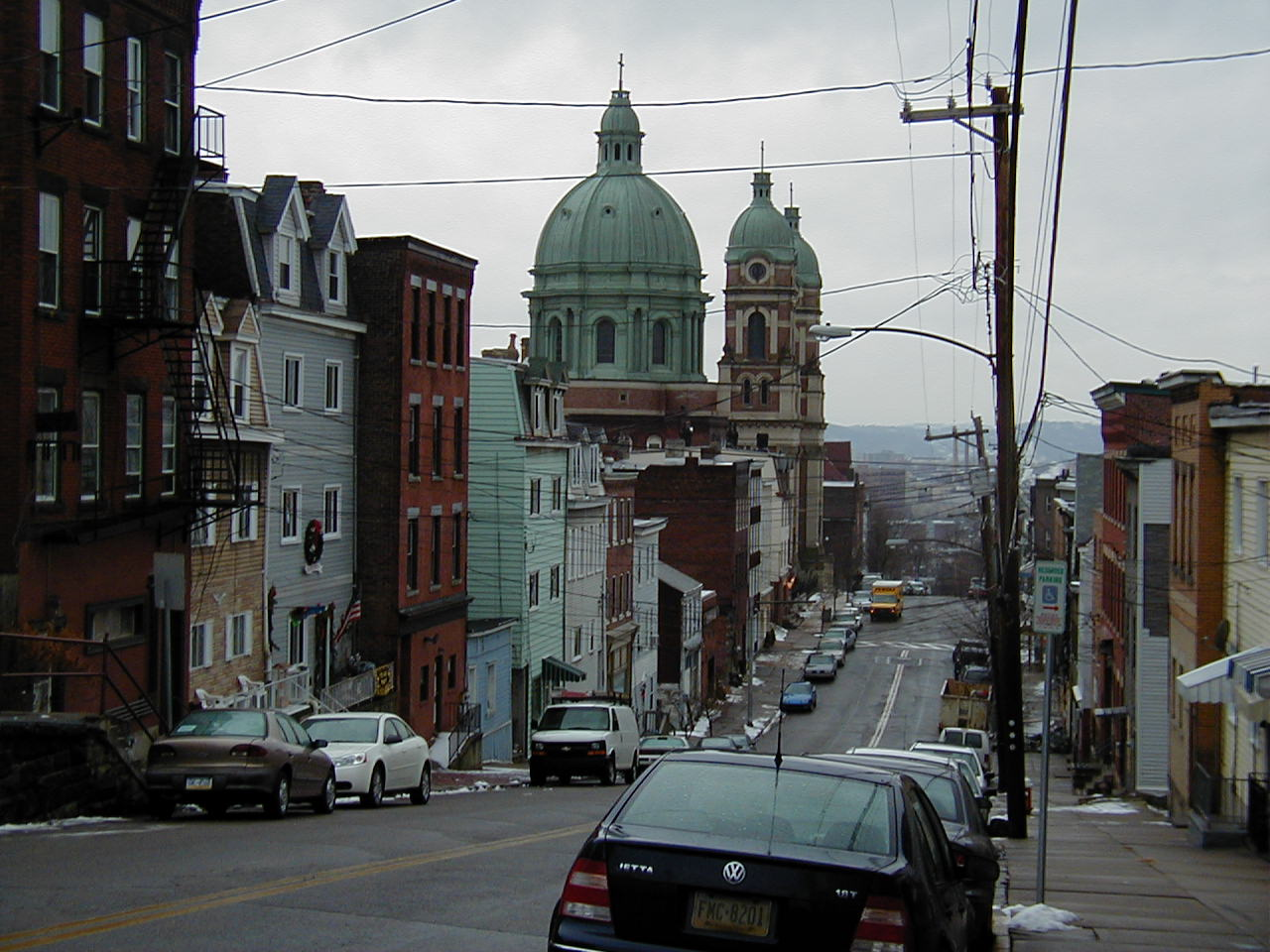
Le quartier de Polish Hill.

Le taux de criminalité de Pittsburgh est extrêmement faible par rapport aux villes américaines de taille comparable. Certaines banlieues peuvent toutefois être moins sûres : le ministère des Affaires étrangères français cite les quartiers de Mount Oliver, Hill District, Homewood-Brushton et HazelWood.
La ville est un fief du parti démocrate, avec une population largement catholique et syndiquée.
Sur le plan culturel, la ville a bénéficié au XIXe siècle du mécénat de riches industriels, comme Andrew Carnegie. Pittsburgh possède maintenant une vraie richesse culturelle et artistique. Le remarquable Orchestre symphonique de Pittsburgh, notamment dirigé par Fritz Reiner, Lorin Maazel et Mariss Jansons, est célèbre dans le monde entier. Il possède et se produit au Heinz Hall, qui accueille nombre d’autres manifestations. L'Andy Warhol Museum est consacré à Andy Warhol, originaire de la ville, et le Carnegie Museum of Art abrite de somptueuses collections de peinture (Edgar Degas, Vincent van Gogh, Claude Monet). Il y a également beaucoup d’autres galeries d’art moderne, de sculptures, des collections de films et de vidéo, une école artistique qui possède des salles de cinéma d’art et d’essai.
Pour les divertissements, on peut signaler la proximité du parc d’attractions Kennywood, célèbre pour ses roller coaster historiques, dont certains datent du début du XXe siècle.
La ville est un centre majeur de la recherche médicale (SIDA, cancer, transplantation d’organes) et possède l'un des hôpitaux les plus réputés au monde (University of Pittsburgh Medical Center, UPMC).
Enfin, la municipalité s'est engagée dans une politique de développement durable. Dans la deuxième moitié du XXe siècle, elle exigea des efforts de la part des usines en matière de pollution atmosphérique. Au début du XXIe siècle, elle s'est reconvertie dans les services et a multiplié les murs végétaux et les potagers sur les toits.

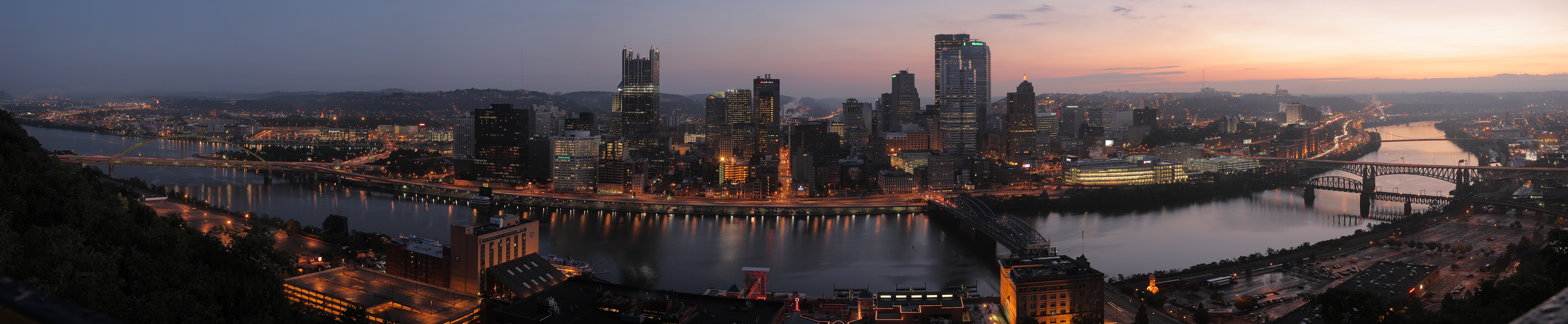
Panorama de Pittsburgh.

## Sports
Le sport à Pittsburgh est présent depuis un grand nombre d'années, aussi bien en ce qui concerne le sport professionnel que les championnats universitaires.

### Sports professionnels
Dès 1882, les Pirates naissent en même temps que la Ligue américaine de baseball. L'équipe fut appelée the Alleghenies puis the Innocents avant de prendre en 1891, à la suite d'un transfert douteux, le nom de Pirates. Ils remportent en 1901 leur premier titre de la Ligue nationale qu'ils ont rejoint en 1887 ; ils vont par la suite gagner deux titres de plus à la suite. En 1903, lors de la première édition des Séries mondiales, l'équipe perd contre les Pilgrims de Boston mais ils gagneront le titre en 1909. L'équipe existe toujours et joue dans le PNC Park.
En 1925, la première franchise de hockey professionnelle fait ses débuts dans la salle du Duquesne Gardens et prend le même nom que l'équipe de baseball les Pirates. L'équipe fait suite aux Yellow Jackets, équipe de la ligue américaine US Amateur Hockey Association, qui financièrement sont en difficulté. Cette première équipe professionnelle de hockey intègre alors la fameuse Ligue nationale de hockey. En 1930, les finances ne suivent plus et la franchise déménage pour rejoindre Philadelphie pour une seule saison. Normalement, l'équipe aurait dû revenir une fois une nouvelle patinoire construite, mais finalement le 5 mai 1936, les propriétaires abandonnent l'idée de remettre en activité l'équipe.
Entre-temps, en 1933, une équipe de football américain fait ses débuts dans la National Football League sous le même nom que les deux autres équipes professionnelles : les Pirates. Il faut attendre 1939 pour voir l'équipe prendre son nom actuel des Steelers. L'équipe a remporté le Super Bowl à huit reprises, pour seize finale jouées (2016). L'équipe joue tous ses matchs dans le stade du Heinz Field mais jouait par le passé dans le Three Rivers Stadium.
À la suite de la fin de l'équipe de la LNH des Pirates, une nouvelle équipe professionnelle de hockey voit le jour mais cette fois pour jouer dans la Ligue américaine de hockey : les Hornets. Ces Hornets joueront leurs premiers matchs dans le Duquesne Gardens avant de faire une pause dans leur activité en 1956 (pause de cinq années) le temps de la construction du Pittsburgh Civic Arena. Les Hornets jouent au total vingt-six saisons avec trois Coupes Calder à leur palmarès, dont la dernière lors de leur dernière saison en 1967.
En effet, en 1967, la LNH intègre six nouvelles équipes d'expansion. La ville de Pittsburgh fait partie des villes retenues et participe donc au repêchage d’expansion de la LNH en 1967 en échange d'une somme de 2 millions de dollars. Le nom de la nouvelle équipe est déterminé par un concours : le nom retenu fait référence à la patinoire du Civic Arena, surnommée « l'igloo » : les Penguins. Il faut attendre la saison 1990-1991 et une équipe menée par Mario Lemieux pour voir la première Coupe Stanley être gagnée par la ville. La saison suivante, l'équipe réalise le doublé. Depuis, l'équipe joue toujours ses matchs dans la même patinoire même si cette dernière est de plus en plus vétuste et qu'un projet d'une nouvelle salle est prévu. L'équipe des Penguins de Pittsburgh joue dorénavant dans le PPG Paints Arena.
Le 30 janvier 1980, les Penguins revêtent des maillots or et noir pour la première fois de leur histoire. Les couleurs furent adoptées afin d’uniformiser les tenues des différentes équipes sportives de Pittsburgh et afin de tenter d’attirer plus de fans de la « ville des Champions ». En effet, les Pirates gagnent en 1979 la Ligue nationale et les Steelers ont gagné le Super Bowl le 20 janvier 1980.
Quant au basket-ball, plusieurs équipes se sont succédé dans la ville sans qu'aucune ne sorte réellement du lot. On peut citer les Ironmen, les Pipers, les Hardhats et enfin les Xplosion disparue en mai 2009.

### Complexes sportifs

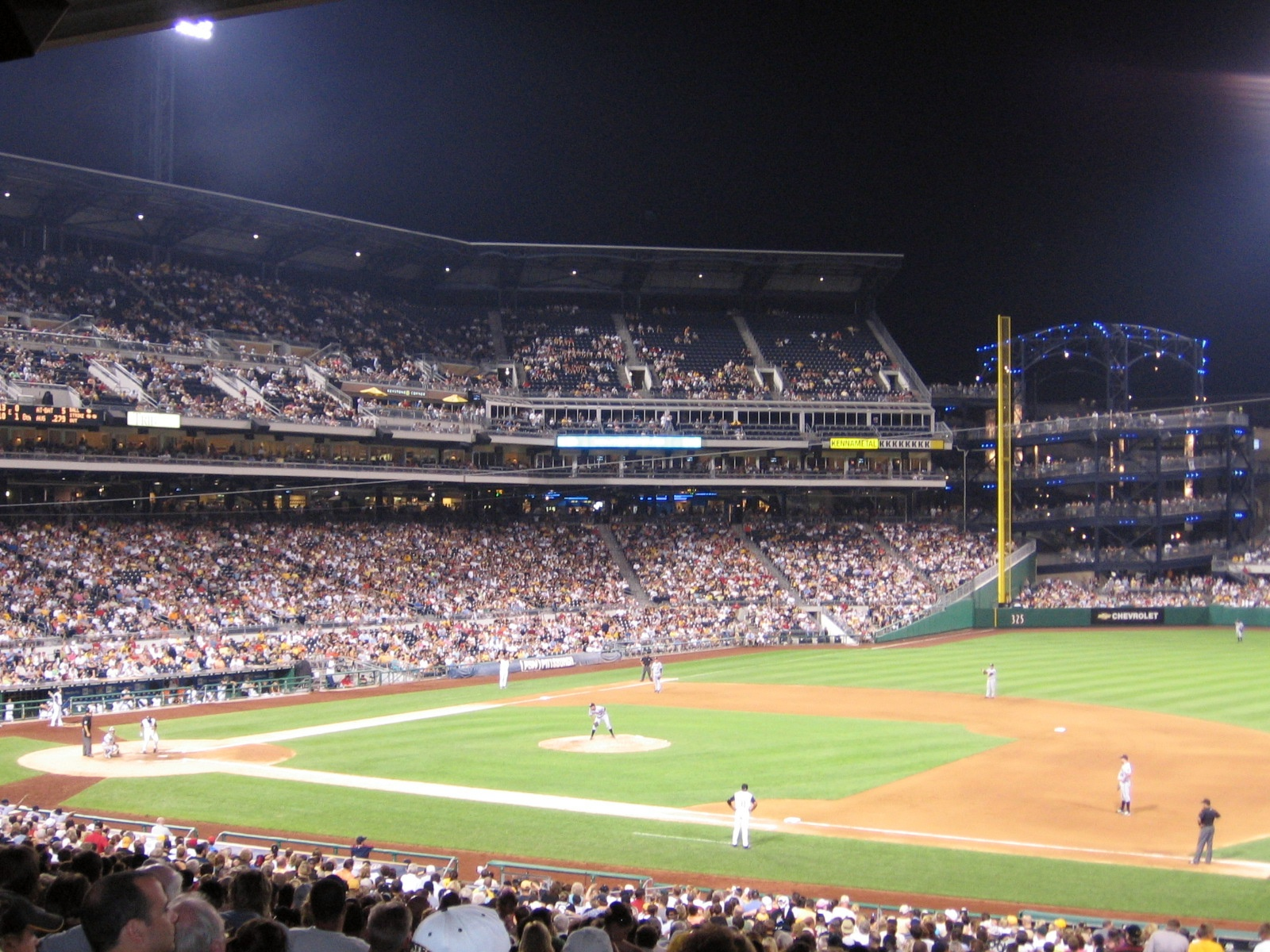
Le PNC Park.
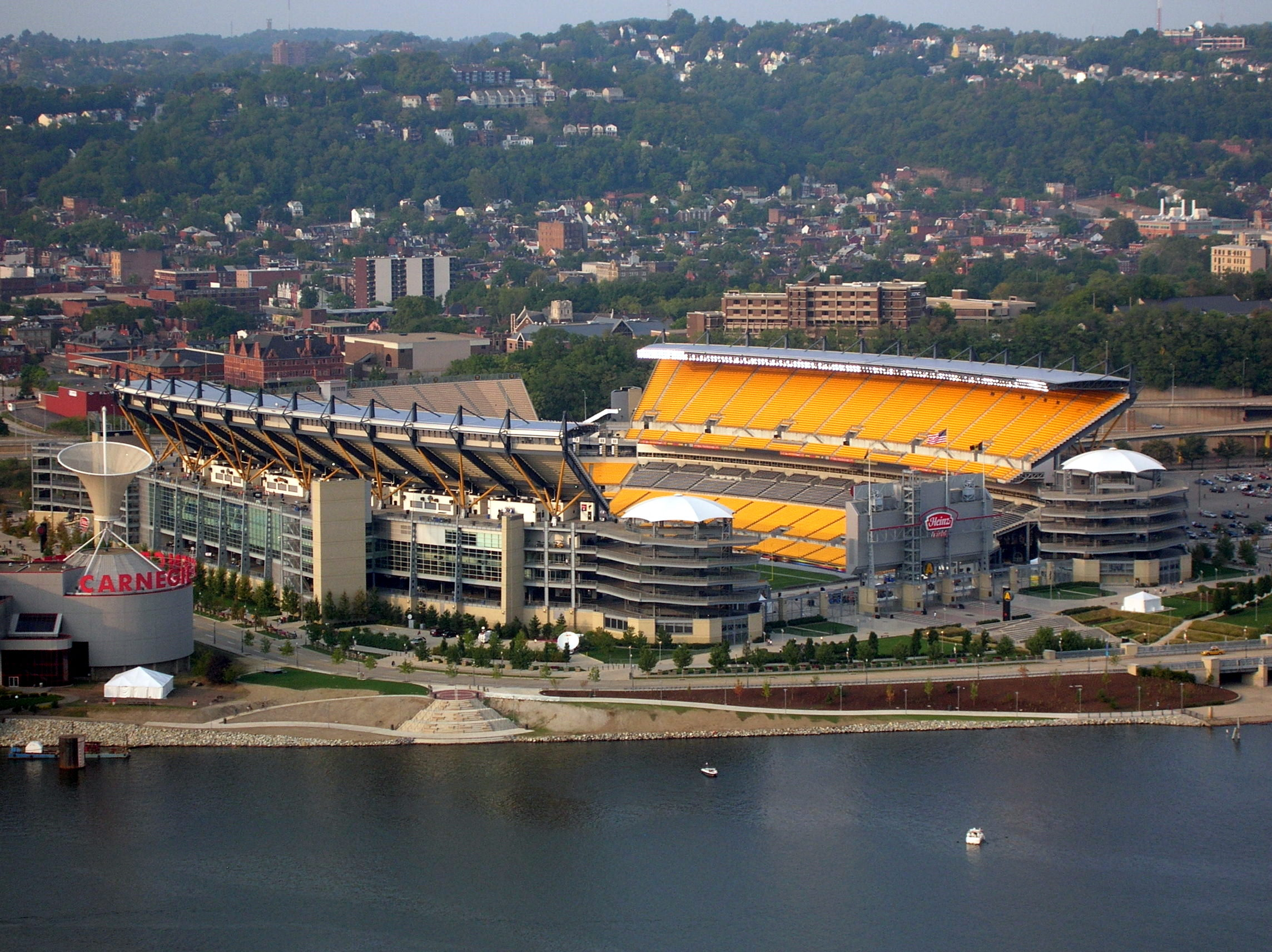
Heinz Field.
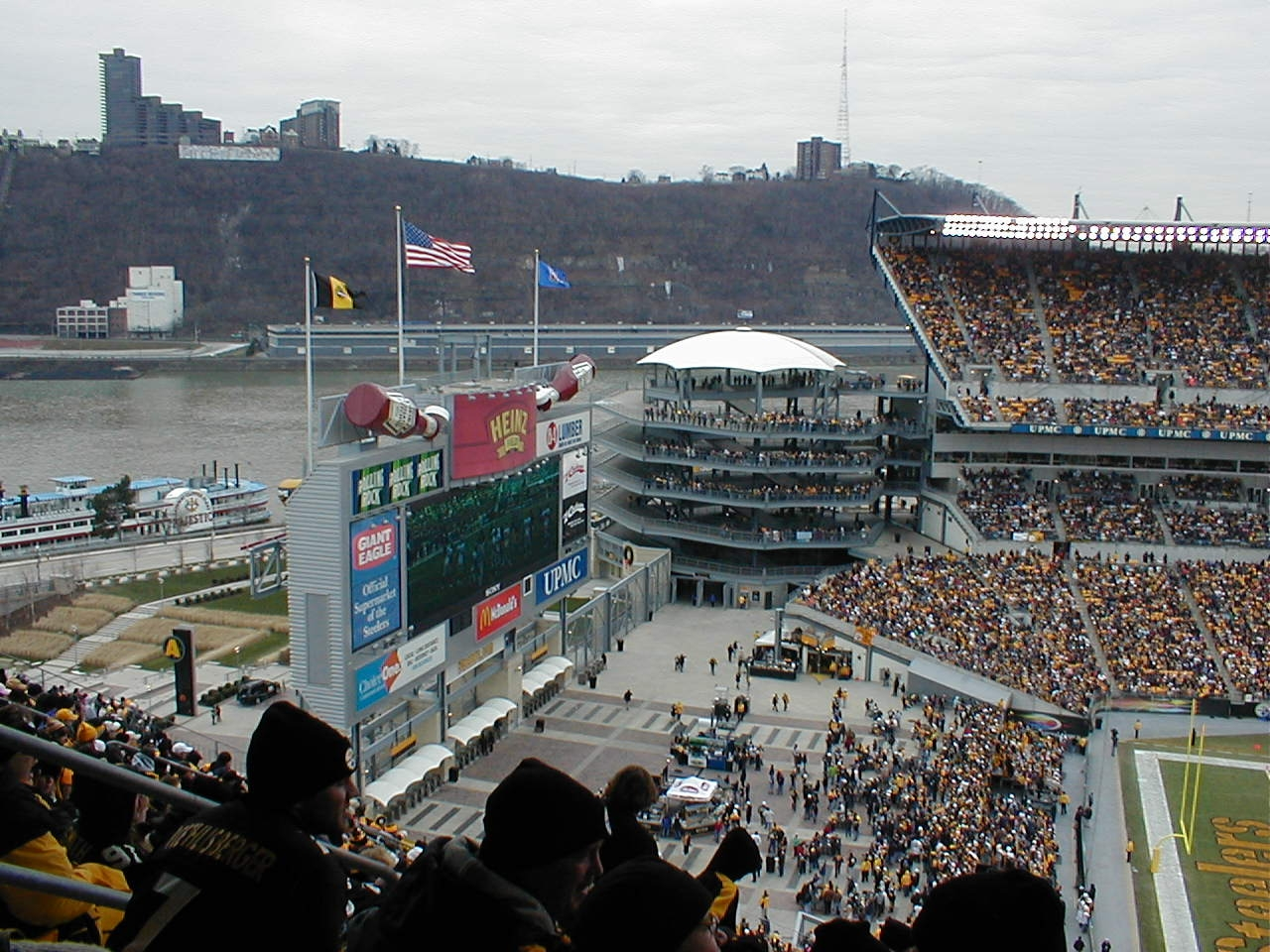
Le Heinz Field.
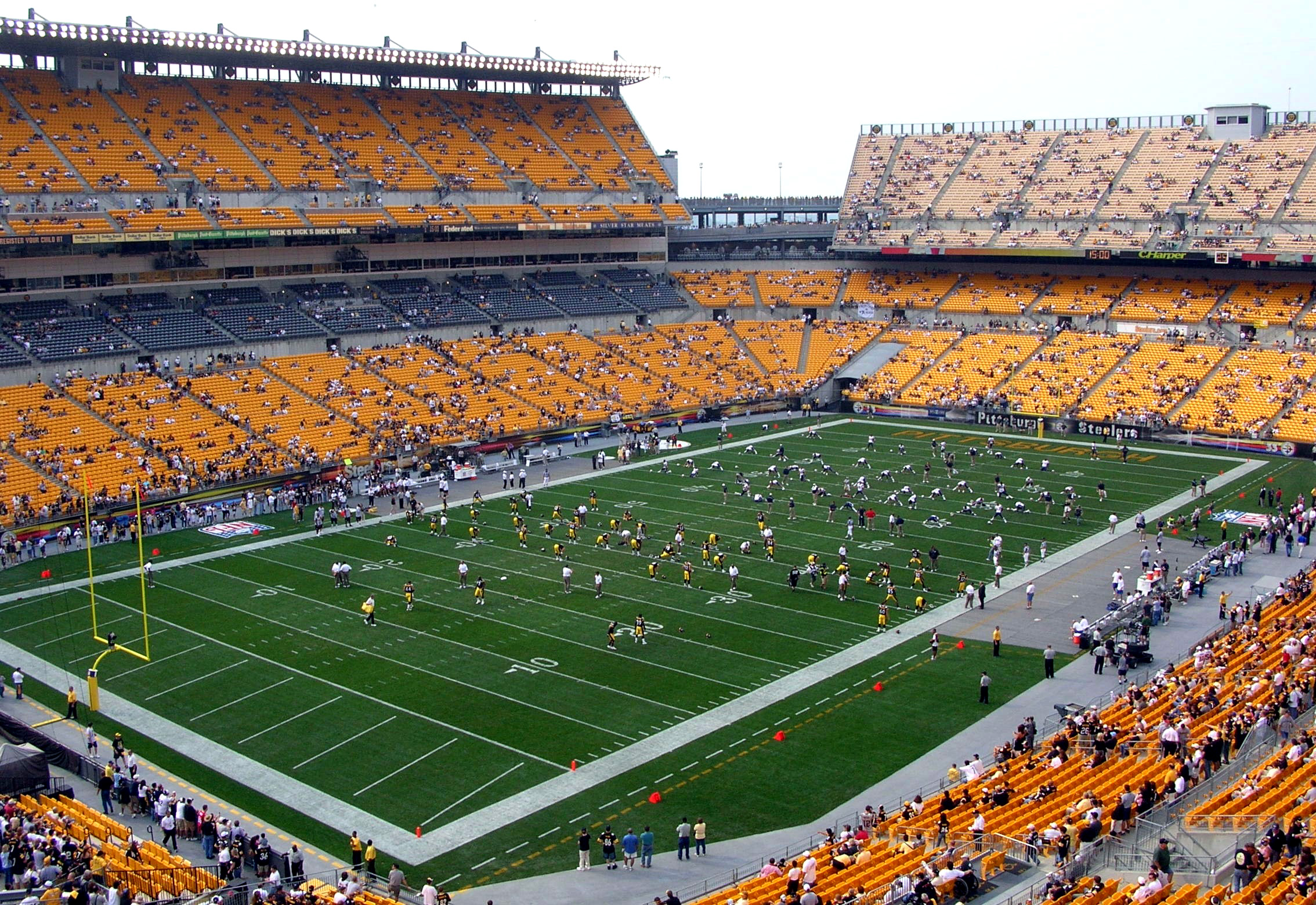
Heinz Field.
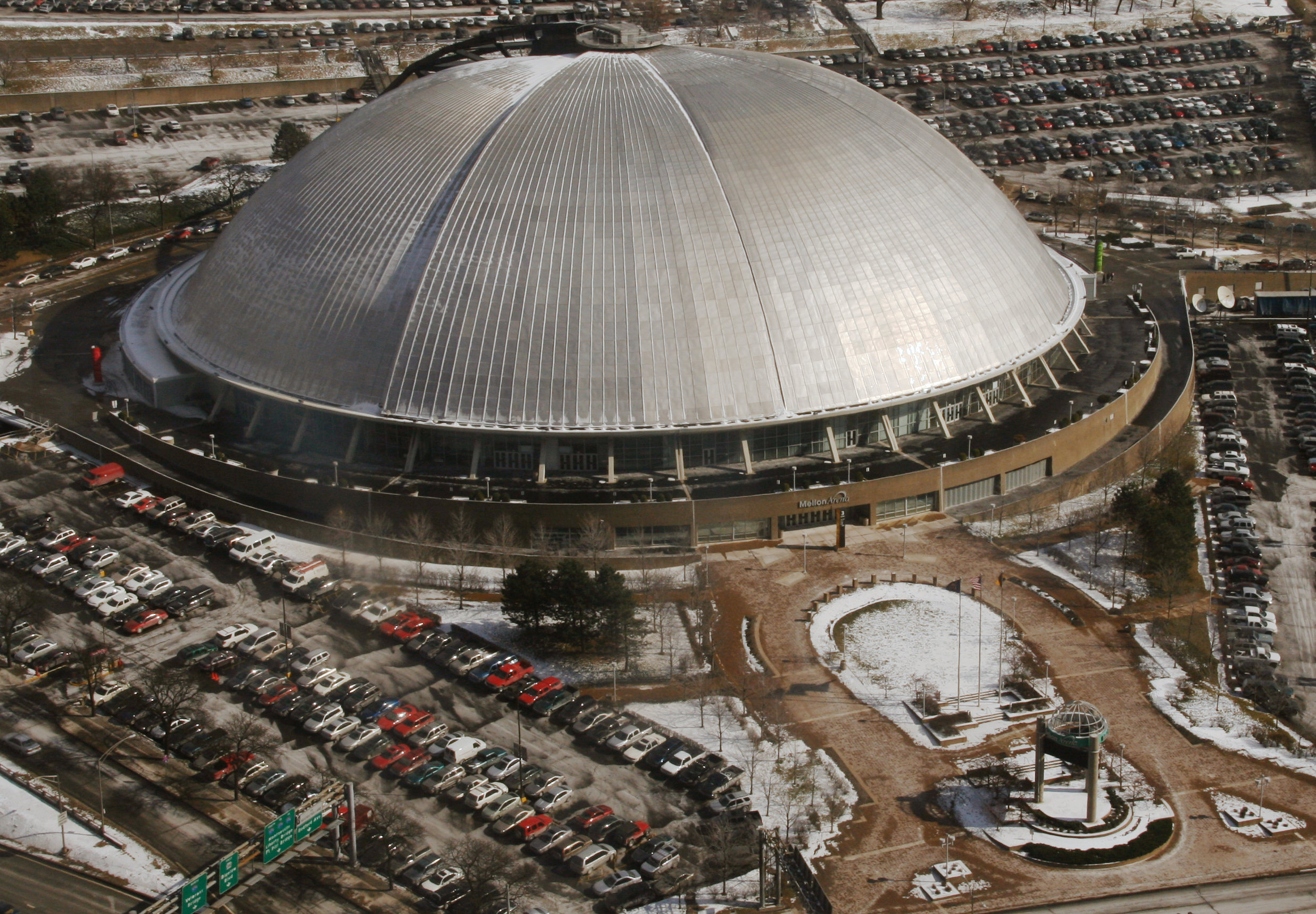
La Civic Arena.

### Sports universitaires
Les Panthers est le club omnisports universitaire de l'Université de Pittsburgh. Les équipes des Panthers participent aux compétitions universitaires organisées par la National Collegiate Athletic Association. Pittsburgh fait partie de la division Big East Conference. L'adoption d'une panthère comme mascotte date de 1909.
La plus fameuse équipe des Panthers est celle de football américain qui revendique au moins cinq titres nationaux et l'équipe qui fut créée en 1889 et utilise en 2007, le Heinz Field et le Petersen Events Center après avoir joué dans le Pitt Stadium, enceinte de 56 150 places.

### Équipes actuelles et palmarès
| Nom                       | Sport              | Ligue                                 | Stade                     | Titres                                                                         |
| ------------------------- | ------------------ | ------------------------------------- | ------------------------- | ------------------------------------------------------------------------------ |
| Steelers de Pittsburgh    | Football américain | National Football League              | Heinz Field               | Super Bowl : 1974, 1975, 1978, 1979, 2005 et 2008                              |
| Pirates de Pittsburgh     | Baseball           | Ligue majeure de baseball - LN        | PNC Park                  | Ligue nationale : 1901, 1902 Séries mondiales : 1909, 1925, 1960, 1971 et 1979 |
| Penguins de Pittsburgh    | Hockey sur glace   | Ligue nationale de hockey             | PPG Paints Arena          | Coupe Stanley : 1991, 1992, 2009, 2016 et 2017                                 |
| Riverhounds de Pittsburgh | Football (soccer)  | USL Second Division                   | Highmark Stadium          |                                                                                |
| Passion de Pittsburgh     | Football américain | National Women's Football Association | George K. Cupples Stadium |                                                                                |

## Jumelages
| Ville | Ville               | Pays | Pays              | Période               |
| ----- | ------------------- | ---- | ----------------- | --------------------- |
|       | Astana              |      | Kazakhstan        |                       |
|       | Bilbao              |      | Espagne           | depuis 1970           |
|       | Charleroi           |      | Belgique          |                       |
|       | Donetsk             |      | Ukraine           | depuis 1988           |
|       | Fernando de la Mora |      | Paraguay          | depuis 1999           |
|       | Gaziantep           |      | Turquie           |                       |
|       | Hamilton            |      | Canada            |                       |
|       | Karmiel             |      | Israël            | depuis 2006           |
|       | Matanzas            |      | Cuba              | depuis 1993           |
|       | Misgav              |      | Israël            | depuis 2006           |
|       | Naucalpan de Juárez |      | Mexique           |                       |
|       | Novokouznetsk       |      | Russie            |                       |
|       | Ostrava             |      | Tchéquie          | depuis 2001           |
|       | Prešov              |      | Slovaquie         | depuis 2002           |
|       | Saitama             |      | Japon             | depuis 1997           |
|       | San Isidro          |      | Nicaragua         | depuis 1987           |
|       | Sarrebruck          |      | Allemagne         | depuis 1956           |
|       | Sheffield           |      | Royaume-Uni       | depuis 1980           |
|       | Skopje,             |      | Macédoine du Nord | depuis 2000           |
|       | Sofia               |      | Bulgarie          | depuis 1993           |
|       | Wuhan               |      | Chine             | depuis 1982           |
|       | Zagreb              |      | Croatie           | depuis 1979           |
|       | Đà Nẵng             |      | Viêt Nam          | depuis 2008           |
|       | Ōmiya (en)          |      | Japon             | jusqu'au 1er mai 2001 |

## Cultes
- Pittsburgh dispose de plusieurs églises catholiques dont Saint-Boniface, Saint-Jacques (le ministère relevant de la Fraternité sacerdotale Saint-Pie-X depuis 2014) et la cathédrale Saint-Paul.
- Église presbytérienne d'East Liberty (protestantisme).